# Gojira no gyakushû
Godzilla Raids Again este un film SF japonez din 1955 regizat de Motoyoshi Oda. În rolurile principale joacă actorii Hiroshi Koizumi, Minoru Chiaki.
În 1959, Warner Brothers a relansat filmul ca Gigantis the Fire Monster împreună cu filmul Teenagers From Outer Space.

## Actori
- Hiroshi Koizumi
- Setsuko Wakayama
- Minoru Chiaki
- Haruo Nakajima ca Godzilla